# 张寔
张寔（271年—320年7月25日），字安遜，安定烏氏人。十六国时期前凉政权的君主。为张轨长子。張寔任內保持與晉廷關係，也支持晉元帝即位為帝，但仍一直在割據狀態，即使西晉亡後仍然用晉愍帝「建興」年號。

## 生平

### 助父平亂
張寔高學識，觀察入微，而且敬重並愛惜有才德的人，獲舉為秀才，授命為郎中。永嘉初年，張寔辭讓驍騎將軍，並請求回當時由父親任刺史的涼州。朝廷准許張寔所求，遂改授張寔議郎。不過，張寔回到涼州治所姑臧（今甘肅武威市）時正遇上涼州大姓張鎮、張越兄弟與曹祛等人圖謀逼走父親，奪取涼州控制權的行動。張軌長史王融及參軍孟暢支持張軌，決意作出反擊，於是讓張寔為中督護，率兵討伐張鎮。張鎮恐懼並委罪予功曹魯連，將其處死後便向張寔請罪。張寔隨後攻伐曹祛，曹祛逃走。時前往洛陽為張軌陳情的張坦帶著晉懷帝慰問張軌和誅殺曹祛的詔命回來，張軌於是命張寔率尹員、宋配等領三萬步騎兵攻曹祛。曹祛派麴晃到黃阪抵禦，張寔就用計騙了麴晃，令自己得以進至浩亹（今青海海東市樂都區東），並戰於破羌（今青海海東市樂都區西）。曹祛等終為張軌所殺。戰後張寔獲封建武亭侯。

### 治理涼州
不久，張寔遷西中郎將，封福祿縣侯。晉愍帝即位後，又以西中郎將領護羌校尉。建興二年（314年），張軌去世，長史張璽等人表張寔代行張軌官位。晉愍帝及後下詔授予張寔持節都督涼州諸軍事、西中郎將、涼州刺史、領護羌校尉，封西平郡公。張寔接掌涼州後鼓勵諫言，當面進諫的賞布帛；書面進諫的賞竹器；在坊間論政的賞羊和米。另又聽從賊曹佐隗瑾所言設立諫官，處理大小事務時都與部屬們討論，廣納眾言，從而鼓勵吏民進言。

### 支持晉室
建興四年（316年），前趙將領劉曜率軍逼近長安（今陝西西安），張寔派王該率兵救援，晉愍帝於是加授張寔都督陝西諸軍事。同年晉愍帝被圍困被逼投降，降前下詔進張寔為大都督、涼州牧、侍中、司空，承制行事。張寔受詔後以愍帝被俘為由辭讓。及後晉愍帝遇害的消息傳至涼州，南陽王司馬保卻圖謀稱帝，張寔則支持在江東的司馬睿，並在建興六年（318年）派牙門蔡忠上表勸進。同年，司馬睿即位為帝，即晉元帝。
建興七年（319年），司馬保自稱晉王，置百官並改年號，又以張寔為征西大將軍、儀同三司，增食邑三千戶。但不久司馬保就因部將陳安叛變而陷險境，張寔先後派兵協助。次年（320年），司馬保因劉曜逼近而遷至桑城（今甘中肅臨洮县附近），並意圖到涼州避難，但張寔考慮到司馬保宗室的身份，若果到涼州肯定會對當地人心有所影響，於是派將領陰監派兵迎接司馬保，聲稱是保衞，其實是想阻止他前來。不久，司馬保被其部將張春所殺，餘眾離散並有萬多人逃至涼州，張寔至此自恃涼州險遠，頗為驕傲放縱。

### 遇刺身亡
當時天梯山上有一個叫劉弘的人，因為法術而有上千信眾，連張寔身邊的人都有其信眾。當時帳下閻涉及牙門趙卬都是劉弘同鄉，而劉弘向閻涉說：「上天賜我神璽，要我治理涼州。」二人深信不疑，於是秘密聯結張寔身邊十多人，意圖行刺張寔，奉劉弘為主。張寔已經從張茂口中得知這圖謀，於是派了牙門將史初收捕劉弘，但閻涉等人不知道，依計眾人懷刀而入，在外寢殺死張寔。劉弘見史初來，還說：「使君已經死了，還殺我做甚麼！」史初憤怒，割了他的舌頭然後囚禁，及後張茂更施車裂之刑，閻涉及其黨羽數百人亦被誅殺。享年五十歲。私諡為昭公，晉元帝則赐諡號元公。張祚稱帝時以張寔為昭王。

### 陵墓
張寔死後，因兒子張駿年幼，由弟弟張茂繼位。墓葬称“宁陵”，亦在今凉州区境内。

## 家庭

### 妻
- 賈氏，出身涼州大姓。其弟賈摹一度勢力極大，為張茂所殺。

### 子女
- 張駿，張茂死後繼位，任內國內穩定，國力大盛，又曾出兵臣服西域。

## 延伸阅读
[在维基数据编辑]
 《魏書·卷99》，出自魏收《魏书》